# Christopher Mhlengwa Zikode
Christopher Mhlengwa Zikode dit « Le tueur en série de Donnybrook » (Donnybrook Serial Killer) né en 1975, est un violeur et un  tueur en série sud-africain qui a été condamné en 1995 et a été reconnu coupable de 8 chefs d'assassinats, 5 chefs d'accusations de viol, cinq chefs d'accusations de tentatives d'assassinats et 2 attentats à la pudeur. Zikode est toutefois considéré comme responsable d'au moins 18 meurtres et 11 tentatives de meurtres.

## Meurtres et arrestation
Zikode terrorise la petite ville rurale de l'Afrique du Sud de Donnybrook, KwaZulu-Natal. Pendant deux ans, Zikode attaque les ménages ainsi que les femmes célibataires traversant un terrain rural. Son modus operandi typique était de forcer l'entrée dans une maison et tuer tous les membres masculins de la famille. Il prenait alors la ou les femmes restées dans les champs voisins ou de plantations et les violait à plusieurs reprises, et à une occasion il le fit plus de cinq heures. Les victimes non coopératives étaient abattues avant qu'il ne procède ensuite à un acte de nécrophilie.
Zikode a finalement été arrêté le 29 septembre 1995. Zikode avait été arrêté pour la première fois en juillet 1995 pour avoir tenté d'assassiner une voisine du nom de Beauty Zulu, âgée de 43 ans. Remis initialement en liberté sous caution, il est finalement reconnu pour avoir commis d'autres crimes, y compris un chef d'assassinat et deux chefs d'accusations de tentatives d'assassinats. Il a été condamné le 7 janvier 1997 à 140 ans de prison.
Zikode a été condamné grâce aux travaux d’expertise psychologue sud-africaine et profileuse Micki Pistorius.